# Matthew McConaughey
Matthew David McConaughey (IPA: [ˈmæθjuː ˈdeɪvɪd məˈkɒnəheɪ]; Uvalde, 4 novembre 1969) è un attore e produttore cinematografico statunitense.
Nel 1993 partecipa a La vita è un sogno; in seguito recita in film di vario genere tra i quali Non aprite quella porta IV, Il momento di uccidere, Amistad, Contact e EdTV. Durante il primo decennio del ventunesimo secolo diviene noto come protagonista di numerose commedie leggere e romantiche, tra le quali Prima o poi mi sposo, Come farsi lasciare in 10 giorni, A casa con i suoi e La rivolta delle ex. Dal 2010 si dedica invece a ruoli più impegnativi e acclamati dalla critica in film come Bernie, Killer Joe, Mud, Magic Mike e Interstellar. Nel 2013 l'interpretazione di un cowboy affetto da AIDS in Dallas Buyers Club gli vale il Golden Globe come miglior attore in un film drammatico e il Premio Oscar come miglior attore protagonista. Nel 2014 viene candidato per un Primetime Emmy Award e per un Golden Globe per il ruolo di Rust Cohle nella prima stagione di True Detective, di cui è anche produttore esecutivo.
Da molti considerato un sex symbol, ha figurato più volte nelle classifiche degli uomini più belli al mondo; nell'aprile del 2014 il Time lo menzionò nella sua annuale Time 100 come una delle «persone più influenti al mondo».

## Biografia
Matthew McConaughey nasce il 4 novembre 1969 a Uvalde, in Texas, ultimo dei tre figli di Mary Kathleen "Kay" McCabe, un'insegnante, e di James Donald McConaughey, che gestiva un distributore di benzina prima di avviare una compagnia nel settore petrolifero. Il padre, deceduto a causa di un attacco cardiaco nell'agosto 1992, prima di lavorare nel campo petrolifero era stato giocatore di football americano della NFL nei Green Bay Packers. McConaughey ha avuto un'educazione metodista. Ha origini scozzesi, inglesi e svedesi da parte di padre e irlandesi e tedesche da parte di madre.
Nel 1980 si è trasferito con la famiglia a Longview, dove ha frequentato la Longview High School, brillando sia come studente sia come atleta, oltre a essere votato come il "più bello della scuola". Dopo il diploma conseguito nel 1988 si trasferisce per un anno in Australia, a Warnervale nel Nuovo Galles del Sud, come studente in scambio sponsorizzato dall'associazione Rotary International e per mantenersi ha praticato i lavori più umili come lavapiatti e spalatore di letame. Tornato negli Stati Uniti si iscrive alla facoltà di legge presso l'Università di Austin, ma ben presto, grazie alla lettura de Il più grande venditore del mondo, capisce che quella non è la sua strada e grazie a uno dei suoi migliori amici, che era uno studente di cinema, inizia a prendere lezioni di recitazione e sceneggiatura.

### Carriera

#### Primi ruoli
Nel 1991 inizia a muovere i primi passi nel mondo dello spettacolo prendendo parte ad alcuni video musicali e spot pubblicitari. Prima della laurea in Radio-Televisione-Film, conseguita nel 1993, realizza il cortometraggio studentesco Chicano Chariots. Durante gli studi di cinema conosce il direttore di casting e produttore Don Phillips che gli presenta il regista Richard Linklater, che gli affida un ruolo nella commedia La vita è un sogno. Grazie a questo ruolo inizia a farsi conoscere dagli addetti ai lavori, e negli anni seguenti ottiene delle parti in A proposito di donne di Herbert Ross e l'horror Non aprite quella porta IV, accanto a un'allora sconosciuta Renée Zellweger. Non aprite quella porta IV uscì nel 1994 con scarso successo, una riedizione del film venne distribuita nell'estate 1997, quando McConaughey e la Zellweger erano diventati famosi.

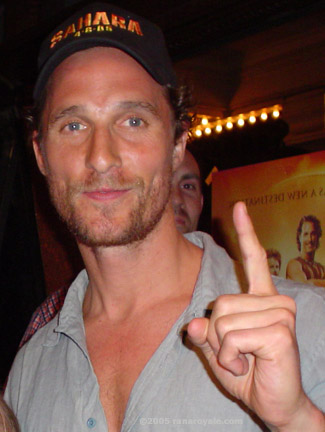
Matthew McConaughey alla prima di Sahara (marzo 2005)

Nel 1995 partecipa, senza successo, a un provino per il ruolo di Jack Dawson nel kolossal Titanic, ruolo poi affidato a Leonardo DiCaprio. Nel 1996 ottiene i primi ruoli da protagonista; nel western Stella solitaria e nel dramma giudiziario Il momento di uccidere, tratto dall'omonimo romanzo di John Grisham, dove McConaughey ricopre il ruolo del giovane avvocato Jake Tyler Brigance, impegnato nella difesa di un uomo di colore accusato di omicidio. Per questa interpretazione vince un MTV Movie Awards nella categoria miglior performance rivelazione. Nel 1997 recita accanto a Jodie Foster nel film di fantascienza Contact, di Robert Zemeckis, e nel dramma storico Amistad di Steven Spielberg. Nel 1998 lavora nuovamente con Richard Linklater nel film Newton Boys e nello stesso anno è regista e sceneggiatore di un cortometraggio intitolato The Rebel.
Nel 1999 Ron Howard lo vuole come protagonista assoluto del suo EdTV, seguito dal film bellico U-571, dove interpreta il ruolo del tenente Andrew Tyler. Nel 2001 inizia a dedicarsi a commedie romantiche, tra cui Prima o poi mi sposo con Jennifer Lopez, e Come farsi lasciare in 10 giorni con Kate Hudson. Nello stesso periodo prende parte al film futuristico Il regno del fuoco e al thriller Frailty - Nessuno è al sicuro, di e con Bill Paxton. Nel 2005 interpreta Dirk Pitt, personaggio letterario nato dalla penna di Clive Cussler, nell'avventuroso Sahara, dove recita accanto a Steve Zahn e Penélope Cruz. A livello commerciale il film si è rivelato un flop, a fronte dei 241 milioni di dollari spesi tra produzione e promozione ha incassato nel mondo poco più di 119 milioni.
Chiude il 2005 recitando al fianco di Al Pacino nel film Rischio a due e ottenendo il titolo di "uomo vivente più sexy" assegnatogli dalla rivista People.
Nel 2006 torna a ruoli più leggeri, prima in A casa con i suoi con Sarah Jessica Parker, remake statunitense del film francese Tanguy, poi nella commedia Tutti pazzi per l'oro, che lo vede recitare nuovamente al fianco di Kate Hudson. a fine 2006 presta la sua voce per una campagna pubblicitaria per Peace Corps. Nel settembre del 2007 entra nel cast della commedia diretta da Ben Stiller, Tropic Thunder, sostituendo Owen Wilson dopo il tentato suicidio dell'attore.
Chiude il decennio con la commedia indipendente Surfer, Dude, di cui è anche produttore, e la commedia romantica La rivolta delle ex, rilettura in chiave moderna del Canto di Natale di Charles Dickens, che lo vede recitare al fianco Jennifer Garner.

#### La svolta impegnata

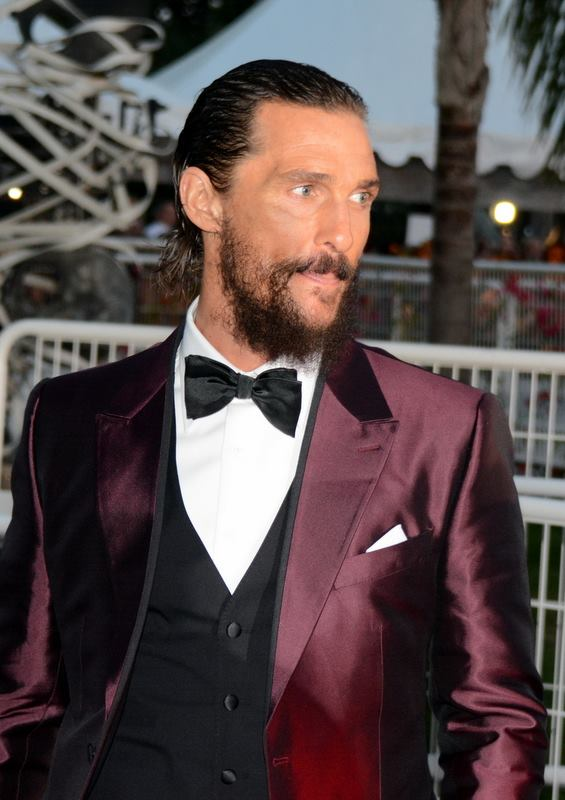
Matthew McConaughey al Festival di Cannes 2015

Nel 2010 decide di dare una svolta alla sua carriera e rimane fermo due anni, rifiutando molti ruoli in film d'azione e commedie romantiche, per concentrarsi su ruoli più autoriali. Uno dei primi ruoli a segnare il cambiamento di rotta nella sua carriera è quello in The Lincoln Lawyer, tratto dal romanzo di Michael Connelly Avvocato di difesa, ma è con Killer Joe di William Friedkin che ottiene i primi riconoscimenti, vincendo un Saturn Award come miglior attore e ottenendo una candidatura agli Independent Spirit Awards 2013. In Killer Joe, adattamento cinematografico dell'omonima piéce teatrale di Tracy Letts, McConaughey interpreta Joe Cooper, detto Killer Joe, un poliziotto diventato sicario.
Sempre nel 2011 recita in Bernie, film ispirato a eventi realmente accaduti che segna la sua terza collaborazione con Richard Linklater e che lo vede recitare al fianco di Jack Black, Shirley MacLaine. Sua madre, Kay McConaughey, compare nella pellicola in un piccolo ruolo.
Nel 2012 viene diretto da Steven Soderbergh in Magic Mike, con protagonista Channing Tatum, in cui interpreta il proprietario di un club di spogliarello maschile. Per la sua interpretazione ottiene diversi riconoscimenti, tra i quali un Independent Spirit Award come miglior attore non protagonista. Sempre nel 2012 interpreta un malinconico giornalista gay in The Paperboy di Lee Daniels e un fuggitivo in Mud di Jeff Nichols.
Il 2013 è un anno importante per la sua carriera; è protagonista del film Dallas Buyers Club diretto da Jean-Marc Vallée, in cui interpreta la storia vera di Ron Woodroof, rozzo e omofobo cowboy malato di AIDS che ricorre all'aiuto di medicinali alternativi. McConaughey ha voluto fortemente interpretare questo ruolo e ha passato oltre quattro anni alla ricerca dei finanziamenti necessari. La sceneggiatura del film circolava a Hollywood da 20 anni ed era stata rifiutata 137 volte. Per prepararsi al ruolo, l'attore ha perso 23 chili, sottoponendosi a una rigida dieta che ha modificato notevolmente il suo aspetto fisico. Per la sua interpretazione vince il Marc'Aurelio d'Argento per il miglior attore al Festival internazionale del film di Roma 2013, un Golden Globe come miglior attore in un film drammatico e il suo primo Premio Oscar come miglior attore protagonista. Sempre nel 2013 ottiene un piccolo, ma significativo ruolo, in The Wolf of Wall Street di Martin Scorsese.
Nel 2014 è protagonista, assieme all'amico e collega Woody Harrelson, della prima stagione della serie antologica True Detective, del network HBO, di cui è anche uno dei produttori esecutivi. Inoltre è protagonista del film di fantascienza Interstellar, di Christopher Nolan.
Il 17 novembre 2014 McConaughey riceve la propria stella sulla Hollywood Walk of Fame (stella numero 2534), durante una cerimonia a cui hanno partecipato familiari e colleghi.
Nel 2015-2016 è stato il protagonista del film Gold - La grande truffa ,uscito nelle sale nel 2017, diretto da Stephen Gaghan. Nel 2018 interpreta il padre del criminale Richard Wershe Jr. nel film Cocaine - La vera storia di White Boy Rick, diretto da Yann Demange. Nel 2019 partecipa a tre film: Serenity - L'isola dell'inganno, di Steven Knight, e Beach Bum - Una vita in fumo, di Harmony Korine e all'ultimo film di Guy Ritchie The Gentlemen.

### Altre attività
Nel 1996 fonda, con base a Venice, una propria casa di produzione cinematografica e televisiva, chiamata J.K. Livin Productions citando il motto del personaggio che ha interpretato nel film La vita è un sogno, "Just Keep Livin" Con la sua casa di produzione finanzia documentari e cortometraggi, oltre alla produzione dei film Sahara e Surfer, Dude. Successivamente fonda anche un'etichetta discografica sempre chiamata J.K. Livin, mettendo sotto contratto come primo artista il cantante reggae Mishka. Nel 2008, assieme alla moglie Camila, fonda la Just Keep Livin Foundation, un'organizzazione non profit la cui missione è quella di aiutare i bambini a condurre una vita attiva e sana, attraverso l'attività fisica, l'alimentazione e il lavoro di squadra.
Con la sua fondazione crea anche una linea di abbigliamento a fini benefici. Nel 2013 chiude la sua casa di produzione e la sua etichetta discografica per concentrarsi esclusivamente sulla carriera da attore.
Nel 2008 diventa testimonial della campagna pubblicitaria del profumo The One di Dolce & Gabbana, partecipando insieme a Scarlett Johansson allo spot girato da Martin Scorsese. Dal gennaio 2015 è protagonista di due spot pubblicitari diretti da Nicolas Winding Refn per la casa automobilistica Lincoln. A settembre 2015 vengono realizzati altri spot della Lincoln con protagonista McConaguhey, questa volta diretti da Gus Van Sant.
McConaughey ha avuto la nomina a nuovo direttore creativo di Wild Turkey, bourbon di proprietà del gruppo Campari. L'attore si occuperà della scrittura e della regia della prossima campagna pubblicitaria. Apparirà inoltre in un documentario dedicato alla storia del marchio e sui vari aspetti della promozione di Wild Turkey.
Dal 2015 l'attore è diventato docente, assieme al regista Scott Rice, del corso "Dalla sceneggiatura allo schermo" all'Università del Texas ad Austin, la stessa nella quale si era laureato.
Molto appassionato di calcio e tifoso del Chelsea, nel 2019 è socio fondatore dell'Austin FC, franchigia che dalla stagione 2020-2021 gioca in Major League Soccer, il massimo campionato calcistico statunitense.

## Vita privata

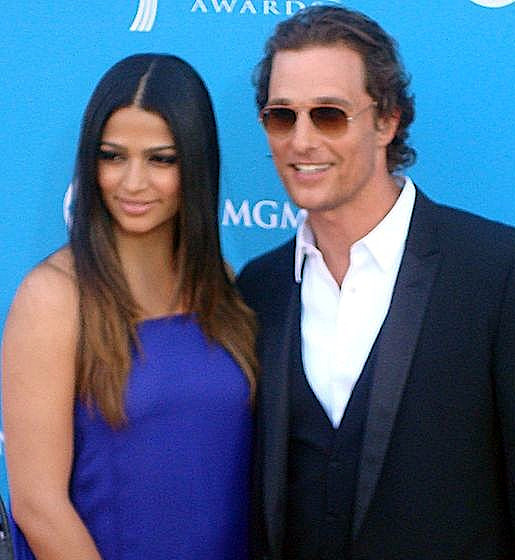
Matthew McConaughey con la moglie Camila Alves nel 2010

Le cronache non parlano solo delle sue interpretazioni cinematografiche, ma anche delle sue disavventure, culminate nell'ottobre del 1999 con l'arresto per possesso di marijuana e resistenza alle autorità. La polizia era intervenuta dopo i vari reclami dei vicini che non sopportavano che McConaughey, in compagnia dell'amico Cole Hauser, suonasse nudo i bonghi tutta la notte.
In campo sentimentale è stato legato per molti anni all'attrice Sandra Bullock, successivamente ad Ashley Judd, Salli Richardson e Penélope Cruz, quest'ultima conosciuta sul set di Sahara e alla quale è stato legato un anno. Ha avuto una breve relazione con Janet Jackson. Il 9 giugno 2012 ha sposato la modella brasiliana Camila Alves, dalla quale ha avuto tre figli: Levi Alves McConaughey, nato il 7 luglio 2008, Vida Alves McConaughey, nata il 3 gennaio 2010, e Livingston, nato il 28 dicembre 2012.

## Filmografia

### Attore

#### Cinema
- Fantasma per amore (My Boyfriend's Back), regia di Bob Balaban (1993)
- La vita è un sogno (Dazed and Confused), regia di Richard Linklater (1993)
- Angels (Angels in the Outfield), regia di William Dear (1994)
- Non aprite quella porta IV (The Return of the Texas Chainsaw Massacre), regia di Kim Henkel (1994)
- A proposito di donne (Boys on the Side) regia di Herbert Ross (1995)
- Ultimo appello (Glory Daze), regia di Rich Wilkes (1995)
- Stella solitaria (Lone Star), regia di John Sayles (1996)
- Il momento di uccidere (A Time to Kill), regia di Joel Schumacher (1996)
- Per amore di Vera (Larger than Life), regia di Howard Franklin (1996)
- Contact, regia di Robert Zemeckis (1997)
- Amistad, regia di Steven Spielberg (1997)
- Newton Boys (The Newton Boys), regia di Richard Linklater (1998)
- EdTV, regia di Ron Howard (1999)
- U-571, regia di Jonathan Mostow (2000)
- Prima o poi mi sposo (The Wedding Planner), regia di Adam Shankman (2001)
- Tredici variazioni sul tema (Thirteen Conversations About One Thing), regia di Jill Sprecher (2001)
- Frailty - Nessuno è al sicuro (Frailty), regia di Bill Paxton (2001)
- Il regno del fuoco (Reign of Fire), regia di Rob Bowman (2002)
- Come farsi lasciare in 10 giorni (How to Lose a Guy in 10 Days), regia di Donald Petrie (2003)
- Tiptoes, regia di Matthew Bright (2003)
- Scatto mortale - Paparazzi (Paparazzi), regia di Paul Abascal (2004) – cameo
- Sahara, regia di Breck Eisner (2005)
- Rischio a due (Two for the Money), regia di D. J. Caruso (2005)
- A casa con i suoi (Failure to Launch), regia di Tom Dey (2006)
- We Are Marshall, regia di McG (2007)
- Tutti pazzi per l'oro (Fool's Gold), regia di Andy Tennant (2008)
- Tropic Thunder, regia di Ben Stiller (2008)
- Surfer, Dude, regia di S.R. Bindler (2008)
- La rivolta delle ex (The Ghosts of Girlfriends Past), regia di Mark Waters (2009)
- The Lincoln Lawyer, regia di Brad Furman (2011)
- Killer Joe, regia di William Friedkin (2011)
- Bernie, regia di Richard Linklater (2011)
- Magic Mike, regia di Steven Soderbergh (2012)
- The Paperboy, regia di Lee Daniels (2012)
- Mud, regia di Jeff Nichols (2012)
- Dallas Buyers Club, regia di Jean-Marc Vallée (2013)
- The Wolf of Wall Street, regia di Martin Scorsese (2013)
- Interstellar, regia di Christopher Nolan (2014)
- La foresta dei sogni (The Sea of Trees), regia di Gus Van Sant (2015)
- Free State of Jones, regia di Gary Ross (2016)
- Gold - La grande truffa (Gold), regia di Stephen Gaghan (2016)
- La torre nera (The Dark Tower), regia di Nikolaj Arcel (2017)
- Cocaine - La vera storia di White Boy Rick (White Boy Rick), regia di Yann Demange (2018)
- Serenity - L'isola dell'inganno (Serenity), regia di Steven Knight (2019)
- Beach Bum - Una vita in fumo (The Beach Bum), regia di Harmony Korine (2019)
- Between Two Ferns - Il film (Between Two Ferns: The Movie), regia di Scott Aukerman (2019)
- The Gentlemen, regia di Guy Ritchie (2019)
- Deadpool & Wolverine, regia di Shawn Levy (2024)
- The Rivals of Amziah King, regia di Andrew Patterson (2025)
- The lost bus, regia di Paul Greengrass (2025)

#### Televisione
- Unsolved Mysteries – programma TV, 1 episodio (1992)
- Sex and the City – serie TV, episodio 3x13 (2000)
- Bonne Nuit, regia di Pascal Laugier – film TV (1999)
- Eastbound & Down – serie TV, 3 episodi (2010-2012)
- True Detective – serie TV, 8 episodi (2014)

#### Videoclip
- Walkaway Joe di Trisha Yearwood ft. Don Henley (1992)
- Key West Intermezzo (I Saw You First) di John Mellencamp (1996)
- Synthesizers di Butch Walker and the Black Widows (2012)

### Doppiatore
- King of the Hill – serie TV, 1 episodio (1999)
- Kubo e la spada magica (Kubo and the Two Strings), regia di Travis Knight (2016)
- Sing, regia di Garth Jennings (2016)
- Sing 2 - Sempre più forte, regia di Garth Jennings (2021)
- Agent Elvis - serie TV (2023)
- Deadpool & Wolverine, regia di Shawn Levy (2024) – cameo

### Regista
- Chicano Chariots – cortometraggio (1992)
- The Rebel – cortometraggio (1998) – anche sceneggiatore

### Produttore
- Sahara, regia di Breck Eisner (2005)
- Surfer, Dude, regia di S.R. Bindler (2008)
- Addicted to Facebook, regia di Jennifer Jaramillo Valkana – cortometraggio (2009)
- True Detective – serie TV, 16 episodi (2014-2015)
- Gold - La grande truffa (Gold), regia di Stephen Gaghan (2016)

## Riconoscimenti
- Premio Oscar
  - 2014 – Miglior attore protagonista per Dallas Buyers Club

- Golden Globe
  - 2014 – Miglior attore protagonista in un film drammatico per Dallas Buyers Club
  - 2015 – Candidatura al miglior attore in una mini-serie o film per la televisione per True Detective

- Austin Film Critics Association
  - 2012 – Special Honorary Award per Bernie, Killer Joe, Magic Mike e The Paperboy

- Central Ohio Film Critics Association
  - 2013 – Attore dell'anno per Bernie, Killer Joe, Magic Mike e The Paperboy
  - 2014 – Attore dell'anno per Mud, Dallas Buyers Club e The Wolf of Wall Street

- Critics' Choice Movie Award
  - 2014 – Miglior attore per Dallas Buyers Club

- Critics' Choice Television Awards
  - 2014 – Miglior attore in una serie tv drammatica per True Detective

- Dallas-Fort Worth Film Critics Association Awards
  - 2013 – Miglior attore per Dallas Buyers Club

- Festival internazionale del film di Roma
  - 2013 – Miglior interpretazione maschile per Dallas Buyers Club

- Gotham Independent Film Awards
  - 2013 – Miglior attore per Dallas Buyers Club

- Hollywood Film Festival
  - 2013 – Attore dell'anno per Dallas Buyers Club

- Independent Spirit Award
  - 2013 – Miglior attore non protagonista per Magic Mike
  - 2014 – Miglior attore protagonista per Dallas Buyers Club

- Las Vegas Film Critics Society Awards
  - 2013 – Miglior attore per Dallas Buyers Club

- Lone Star Film & Television Awards
  - 1997 – Miglior attore emergente

- MTV Movie Awards
  - 1997 – Miglior performance rivelazione per Il momento di uccidere

- National Society of Film Critics Awards
  - 2013 — Miglior attore non protagonista per Bernie e Magic Mike

- New York Film Critics Circle Awards
  - 2012 – Miglior attore non protagonista per Bernie e Magic Mike

- Palm Springs International Film Festival
  - 2014 – Desert Palm Achievement Award per Dallas Buyers Club

- People's Choice Awards
  - 2006 – Favorite Male Action Star

- Phoenix Film Critics Society Awards
  - 2013 – Miglior attore protagonista per Dallas Buyers Club

- Satellite Award
  - 2014 – Miglior attore protagonista per Dallas Buyers Club

- Saturn Award
  - 2013 – Miglior attore per Killer Joe

- Screen Actors Guild Award
  - 2014 – Miglior attore protagonista per Dallas Buyers Club

## Doppiatori italiani
Nelle versioni in italiano delle opere in cui ha recitato, Matthew McConaughey è stato doppiato da:
- Francesco Prando in Amistad, Sex and the City, U-571, Prima o poi mi sposo, Tredici variazioni sul tema, Tiptoes, We Are Marshall, La rivolta delle ex, The Lincoln Lawyer, Killer Joe, The Paperboy, Mud, Dallas Buyers Club, The Wolf of Wall Street, Interstellar, La foresta dei sogni, Free State of Jones, Gold - La grande truffa, La torre nera, Serenity - L'isola dell'inganno, Between Two Ferns - Il film, The Gentlemen, Deadpool & Wolverine, The Lost Bus
- Riccardo Rossi in A proposito di donne, Come farsi lasciare in 10 giorni, Sahara, Rischio a due, A casa con i suoi, Tutti pazzi per l'oro, Tropic Thunder
- Riccardo Niseem Onorato in EdTV, Magic Mike
- Massimo De Ambrosis in Scatto mortale - Paparazzi, Bernie
- Gianni Quillico ne La vita è un sogno
- Giorgio Borghetti in Angels
- Simone Mori in Non aprite quella porta IV
- Andrea Ward in Stella solitaria
- Luca Ward ne Il momento di uccidere
- Francesco Pannofino in Per amore di Vera
- Roberto Pedicini in Contact
- Gianluca Iacono in Newton Boys
- Tony Sansone in Frailty - Nessuno è al sicuro
- Fabio Boccanera ne Il regno del fuoco
- Lorenzo Scattorin in Surfer, Dude
- Adriano Giannini in True Detective
- Andrea Lavagnino in Cocaine - La vera storia di White Boy Rick
- Christian Iansante in Beach Bum - Una vita in fumo

Da doppiatore è sostituito da:
- Francesco Prando in King of the Hill, I Griffin, Sing, Sing 2 - Sempre più forte, Deadpool & Wolverine
- Neri Marcorè in Kubo e la spada magica